# Musi (langue)
Pour les articles homonymes, voir Musi (homonymie).
Le musi est la langue de Palembang et de sa région, dans la province indonésienne de Sumatra du Sud. C'est une forme de malais. Le musi appartient donc à la branche malayo-polynésienne des langues austronésiennes.